# Яшинова Ніна Федорівна
Ніна Федорівна Яшинова (3 лютого 1925 — 17 лютого 1953) — українська радянська вчена-правознавиця, спеціалістка у сфері кримінального права. Кандидатка юридичних наук (1951), аспірантка кафедри кримінального права Харківського юридичного інституту імені Л. М. Кагановича. Відома як одна з перших дослідниць проблеми призначення покарання за сукупністю злочинів у радянському кримінальному праві. Учениця професора Володимира Трахтерова.

## Життєпис

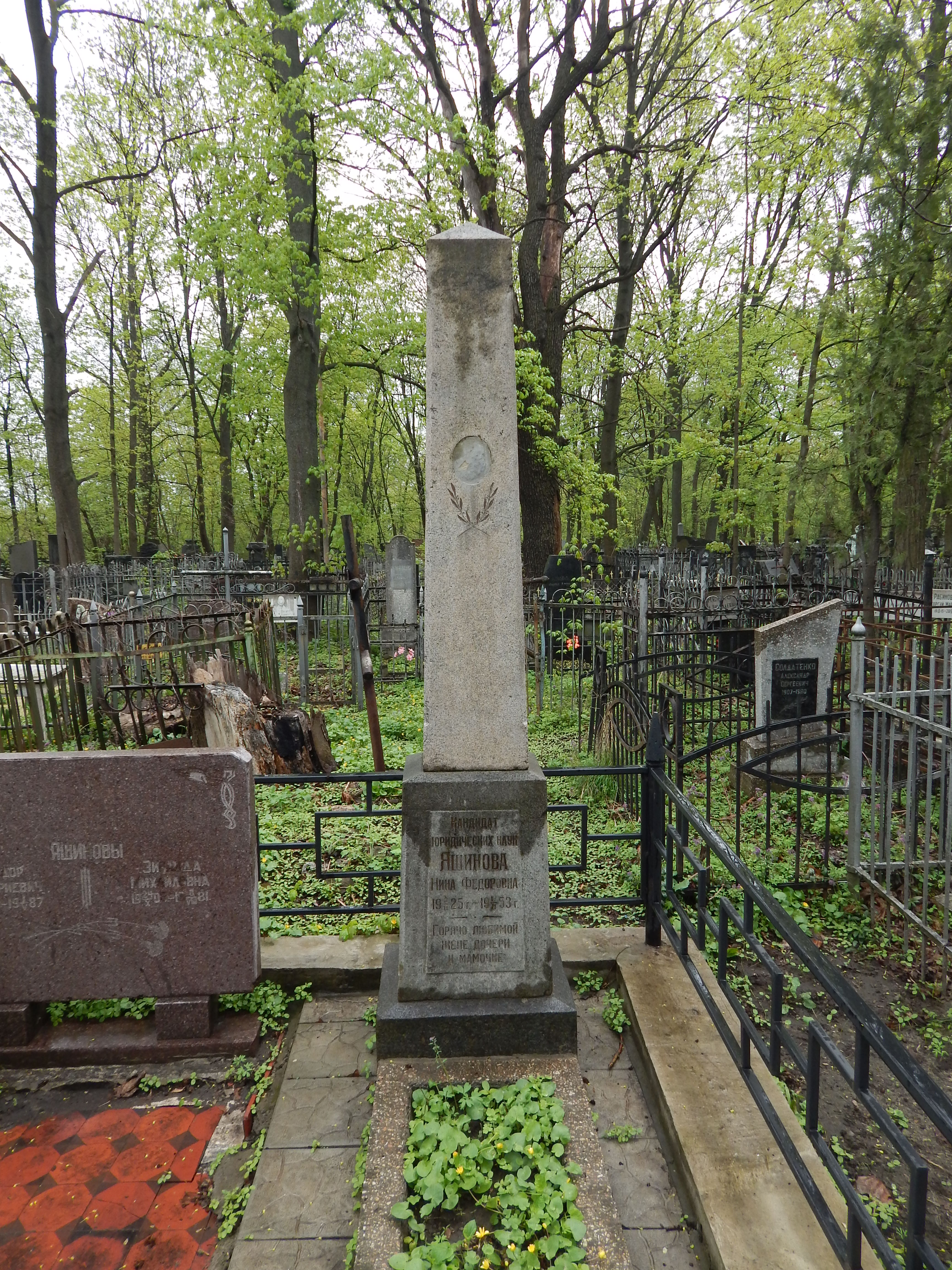
Могила на другому міському кладовищі Харкова

Ніна Яшинова навчалася в аспірантурі на кафедрі кримінального права Харківського юридичного інституту імені Л. М. Кагановича, її науковим керівником був професор Володимир Сергійович Трахтеров. У 1951 році вона завершила свою дисертаційну роботу на здобуття наукового ступеня кандидата юридичних наук за темою «Питання призначення покарання при сукупності злочину за радянським кримінальним правом» і успішно її захистила. Її офіційними опонентами під час захисту дисертації були — професор Моріц Гродзинський та доцент Модест Меркушев.
У дисертації були розглянуті: поняття сукупності злочинів, основні принципи призначення покарання, його призначення при сукупності злочинів і при спеціальних видах сукупності злочинів у кримінальному праві СРСР. За оцінками вчених-правознавців Марко Бажанова і Володимира Сташиса тема, яку Ніна Яшинова досліджувала у своїй дисертації, хоча і була актуальною, але водночас залишалася практично не дослідженою.
Серед пропозицій, висловлених Ніною Федорівною в кандидатській дисертації, були: відмовитися від використання поняття «ідеальна сукупність», і вважати злочинне діяння сукупним лише в тому випадку, якщо воно підпадає під визначення «реальної сукупності» (дане твердження було визнано спірним іншими вченими-правознавцями, зокрема Володимиром Сташисом і Марко Бажановим); аналізуючи статтю 45 Кримінального кодексу Української СРР 1927 року і статтю 49 Кримінального кодексу РРФСР 1926 року, Яшинова прийшла до висновку про неправильність використання системи поглинання, яка була закріплена в зазначених статтях. Вона обґрунтувала потребу в тому, щоб за кожен злочин, вчинений в сукупності, покарання призначалося окремо, а вже після цього повинен використовуватися принцип складання покарань. При цьому, при сукупності вироків, Ніна Федорівна запропонувала використовувати принцип складання покарань в межах максимуму даного виду покарання.
Ряд висновків і пропозицій, зроблених Ніною Яшиновою, в цій праці були взяті до уваги, і впроваджені в кримінальне законодавство СРСР.
Ніна Федорівна Яшинова померла в 1953 році.
Дослідник Олексій Зайцев називав Ніну Яшинову «видатним вченим-правознавцем», і ставив її в один ряд з такими вченими — учнями Володимира Трахтерова, як: Володимир Голіна, Володимир Сташис і Леонід Сугачев.